# Hans Göhringer
Hans Göhringer (* 22. Mai 1930; † 7. Oktober 2019 in Eppingen) war ein deutscher Fußballtorhüter.
Göhringer kam 1953/54 zu fünf und zwei Spielzeiten später zu zwei weiteren Einsätzen für den Karlsruher SC in der Fußball-Oberliga Süd. Nach Vertragsende ging er für die Saison 1956/57 zum Aufsteiger Freiburger FC. Dort verdrängte er Stammtorhüter Ernst Adolph, am Saisonende stand jedoch der direkte Wiederabstieg. Bis 1960 lief er noch für den FFC in der II. Division auf, ehe er nach 78 Spielen seine Karriere als Sportinvalide beendete.